# Будинок на вулиці Проскурівській, 63 (Хмельницький)
Будинок на вулиці Проскурівській, 63 — (місто Хмельницький) — розташований за цією адресою будинок початку XX століття є пам'яткою архітектури місцевого значення. Побудований як житловий будинок, у даний час тут розташована прокуратура міста Хмельницького.

## Історія
Побудований у 1910–1914 рр. та належав одному з проскурівських купців, про що свідчила одноповерхова прибудова з тильного боку, яка використовувалась як складське приміщення. У 1930-х — 1950-х рр. у будинку розміщався слідчий відділ НКВС, а у приміщенні колишнього складу — внутрішня в'язниця того ж відомства. Корпус в'язниці майже повністю розібраний у другій пол. ХХ ст. (збереглася лише незначна його частина у дворі навчально-курсового комбінату). Будинок — цікавий зразок міської житлової забудови початку ХХ ст., зберігся дотепер майже без змін та має архітектурну цінність завдяки своєму цегляному муруванню. Нині — (місцева) прокуратура міста Хмельницького.

## Архітектура
Будинок двоповерховий, цегляний, пофарбований, у плані прямокутний. Виконаний у цегляному стилі, декоровано різностилевими цегляними деталями. Головний фасад має симетричну композицію, основу якої складають дві бічні розкріповки з розвиненими завершеннями та чотиригранними шатро зі шпилями нагорі, що нагадують вежі. Розкріповки рустовані, головний фасад рясно оздоблені деталями, виконаними за допомогою цегляного мурування, декор яких підкреслено пофарбуванням. Симетрію підкреслював балкон з ажурним мереживом металевих ґрат (демонтований у другій половині ХХ ст.).